# Kikujirō Fukushima
Pour les articles homonymes, voir Fukushima.
Kikujirō Fukushima (福島 菊次郎), né le 15 mars 1921 à Kudamatsu et mort le 24 septembre 2015, est un photographe japonais. Il est notamment l’auteur du livre Le Japon d'après-guerre qui n'a pas été photographié : d'Hiroshima à Fukushima.

## Biographie
Il a suivi et enregistré les vies des survivants des bombardements atomiques du Japon. Il publia un livre Bombe atomique : Journal d'un survivant d'une bombe atomique. Il gagna le prix spécial de l'association des critiques de photographies du Japon.
Il a également travaillé sur le thème de la guerre et de l'après-guerre au Japon.
Kikujiro Fukushima suit également le mouvement anti-nucléaire sur l'île d'Iwaishima.

## Film
Le film documentaire Nippon no Uso (Le Japon ment : Le photojournalisme de Kikujiro Fukushima, 90 ans) donne un aperçu de la vie à Fukushima. Sur la base des 250 000 photos de Fukushima et de ses propres expériences, le film montre le côté peu connu du trajet après-guerre du Japon. Réalisé par Saburo Hasegawa et produit par Documentary Japan, le film, projeté le 4 août 2012 à Tokyo,, a été commercialisé la même année.

## Publications
- Pika Don: Aru Genbaku Hisaisha no Kiroku (Atomic bomb: Records of one atomic bomb survivor)
- Senso ga Hajimaru (War is about to begin)
- Shogen to Yuigon (Testimonies and last wishes)